# 도이 요시노리
도이 요시노리(일본어: 土居 義典, 1972년 4월 2일 ~ )는 일본의 전 축구 선수이다.

## 구단 경력
과거 오츠카 제약, 가와사키 프론탈레에서 활동하였다.